# Дембняк (Згерський повіт)
Дембняк (пол. Dębniak) — село в Польщі, у гміні Згеж Згерського повіту Лодзинського воєводства.